# Jakob Brandtner
Jakob Brandtner (* 2. März 2006 in Graz) ist ein österreichischer Fußballspieler.

## Karriere

### Verein
Brandtner begann seine Karriere beim SV Krottendorf. Zur Saison 2018/19 wechselte er in das JAZ GU-Süd. Zur Saison 2020/21 wechselte er in die Akademie des FC Red Bull Salzburg, in der er fortan sämtliche Altersstufen durchlief.
Zur Saison 2024/25 rückte Brandtner in den Kader des Farmteams FC Liefering. Sein Debüt in der 2. Liga gab er dann im August 2024, als er am dritten Spieltag jener Saison gegen Schwarz-Weiß Bregenz in der 79. Minute für Quirin Rackl eingewechselt wurde.

### Nationalmannschaft
Brandtner spielte im September 2021 erstmals für eine österreichische Jugendnationalauswahl. Im September 2022 debütierte er gegen Dänemark im U-17-Team. Im September 2023 folgte gegen Saudi-Arabien sein Debüt in der U-18-Mannschaft.